# Северная Македония на «Детском Евровидении — 2022»
Северная Македония участвовала на «Детском Евровидении — 2022», которое состоялось 11 декабря 2022 года в Ереване, Армения. Национальный вещатель Северной Македонии МРТ выбрал внутренним отбором Лару, Ирину и Йована в качестве северомакедонских представителей с песней «Животот е пред мене». Они заняли четырнадцатое место, набрав 54 балла.

## Предыстория
По состоянию на 2022 год, Северная Македония (до 2018 года включительно — под названием «Бывшая Югославская Республика Македония») принимала участие в «Детском Евровидении» 15 раз с момента своего дебюта в 2003 году. Северная Македония лишь трижды отсутствовала на «Детском Евровидении» — в 2012, 2014 и 2020 годах. Их лучшие результаты на конкурсе были зафиксированы в 2007 и 2008 годах — тогда от имени страны отправились дуэт Росица Кулакова и Димитр Стойменовски и Боби Андонов соответственно, заняв пятое место. На конкурсе 2021 года Северную Македонию представила группа Dajte muzika с песней «Green Forces», заняв 9-е место со 114 баллами. Это было второе подряд попадание страны в десятку лучших, что произошло впервые с 2007–2008 годов.

## До «Детского Евровидения»
Представитель был выбран путём закрытого прослушивания, прошедшего 23 июня 2022 года. На прослушивании участникам было разрешено исполнить две песни по своему выбору. В конечном итоге, профессиональный комитет на основе критериев вокального, художественного и сценического мастерства, выбрал Лару и Ирину в качестве представительниц для «Детского Евровидения — 2022», о чём было объявлено 29 июня 2022 года. 2 ноября 2022 года, было объявлено, что Йован присоединяется к Ларе и Ирине, и они исполнят песню «Животот е пред мене», написанную Ларой Трпческой, Симоном Трпчески (отцом Лары), Йованом Трпчески и Дарко Димитровым. Песня была представлена 3 ноября 2022 года во время программы «Дневник 2».

## На «Детском Евровидении»

### Трансляция
Финал конкурса транслировал телеканал МРТ 1, комментатором которого была Эли Танасковска. После конкурса не было объявлено о рейтингах шоу в Северной Македонии.

### Выступление
Порядок выступления стран-участниц «Детского Евровидения — 2022» был определён 5 декабря 2022 года: Северная Македония выступила под десятым номером — после Ирландии и перед Испанией. Лара, Ирина и Йован участвовали на репетициях, которые состоялись 6 и 8 декабря 2022 года, за которыми последовало «шоу для жюри», которое состоялось вечером 10 декабря 2022 года. Результаты голосования северомакедонского жюри объявила Мариам Мамадашвили — победительница «Детского Евровидения — 2016».

### Голосование
На конкурсе была вновь использована та система голосования, которая была введена в 2017 году, где результаты определяются суммой баллов онлайн-голосования (50%) и голосования жюри (50%). В каждой стране-участнице было национальное жюри, состоящее из 5 человек: трое из них — профессионалы музыкальной индустрии, а двое — дети в возрасте от 10 до 15 лет, которые должны были быть гражданами страны, от имени которой они голосовали.
Онлайн-голосование состояло из двух этапов: первый этап онлайн-голосования начался 9 декабря 2022 года, когда на сайте конкурса (junioreurovision.tv) были показаны отрывки репетиций участников, после чего зрители смогли проголосовать за 3 участников. Первый этап онлайн-голосования завершился 11 декабря 2022 года в 15:59 по центральноевропейскому времени. Второй этап онлайн-голосования начался сразу после последнего, шестнадцатого, выступления и длился 15 минут.
По итогам голосования Северная Македония заняла 14-е, место, набрав 54 балла: по итогам голосования жюри Северная Македония заняла четырнадцатое место с 12 баллами, а по итогам онлайн-голосования — четырнадцатое место с 42 баллами.
| Баллы                                                             | Страна     |
| ----------------------------------------------------------------- | ---------- |
| 12 баллов                                                         |            |
| 10 баллов                                                         |            |
| 8 баллов                                                          |            |
| 7 баллов                                                          |            |
| 6 баллов                                                          |            |
| 5 баллов                                                          | Ирландия   |
| 4 балла                                                           | Сербия     |
| 3 балла                                                           |            |
| 2 балла                                                           | Украина    |
| 1 балл                                                            | Нидерланды |
| Северная Македония получила 42 балла по итогам онлайн-голосования |            |

| Баллы     | Страна         |
| --------- | -------------- |
| 12 баллов | Армения        |
| 10 баллов | Франция        |
| 8 баллов  | Грузия         |
| 7 баллов  | Ирландия       |
| 6 баллов  | Португалия     |
| 5 баллов  | Испания        |
| 4 балла   | Польша         |
| 3 балла   | Нидерланды     |
| 2 балла   | Великобритания |
| 1 балл    | Сербия         |

### Подробные результаты голосования
| Раздельные результаты голосования Северной Македонии | Раздельные результаты голосования Северной Македонии | Раздельные результаты голосования Северной Македонии | Раздельные результаты голосования Северной Македонии | Раздельные результаты голосования Северной Македонии | Раздельные результаты голосования Северной Македонии | Раздельные результаты голосования Северной Македонии | Раздельные результаты голосования Северной Македонии | Раздельные результаты голосования Северной Македонии | Раздельные результаты голосования Северной Македонии |
| №                                                    | Страна                                               | Судья A                                              | Судья B                                              | Судья C                                              | Судья D                                              | Судья E                                              | Место                                                | Баллы                                                |                                                      |
| ---------------------------------------------------- | ---------------------------------------------------- | ---------------------------------------------------- | ---------------------------------------------------- | ---------------------------------------------------- | ---------------------------------------------------- | ---------------------------------------------------- | ---------------------------------------------------- | ---------------------------------------------------- | ---------------------------------------------------- |
| 1                                                    | Нидерланды                                           | 10                                                   | 5                                                    | 15                                                   | 4                                                    | 7                                                    | 8                                                    | 3                                                    |                                                      |
| 2                                                    | Польша                                               | 14                                                   | 13                                                   | 8                                                    | 3                                                    | 3                                                    | 7                                                    | 4                                                    |                                                      |
| 3                                                    | Казахстан                                            | 15                                                   | 9                                                    | 11                                                   | 12                                                   | 11                                                   | 14                                                   |                                                      |                                                      |
| 4                                                    | Мальта                                               | 13                                                   | 15                                                   | 14                                                   | 11                                                   | 10                                                   | 15                                                   |                                                      |                                                      |
| 5                                                    | Италия                                               | 3                                                    | 11                                                   | 13                                                   | 14                                                   | 14                                                   | 13                                                   |                                                      |                                                      |
| 6                                                    | Франция                                              | 4                                                    | 8                                                    | 2                                                    | 2                                                    | 2                                                    | 2                                                    | 10                                                   |                                                      |
| 7                                                    | Албания                                              | 5                                                    | 14                                                   | 10                                                   | 9                                                    | 9                                                    | 11                                                   |                                                      |                                                      |
| 8                                                    | Грузия                                               | 7                                                    | 1                                                    | 1                                                    | 8                                                    | 8                                                    | 3                                                    | 8                                                    |                                                      |
| 9                                                    | Ирландия                                             | 11                                                   | 6                                                    | 5                                                    | 5                                                    | 4                                                    | 4                                                    | 7                                                    |                                                      |
| 10                                                   | Северная Македония                                   |                                                      |                                                      |                                                      |                                                      |                                                      |                                                      |                                                      |                                                      |
| 11                                                   | Испания                                              | 9                                                    | 4                                                    | 9                                                    | 6                                                    | 5                                                    | 6                                                    | 5                                                    |                                                      |
| 12                                                   | Великобритания                                       | 12                                                   | 7                                                    | 7                                                    | 7                                                    | 6                                                    | 9                                                    | 2                                                    |                                                      |
| 13                                                   | Португалия                                           | 2                                                    | 3                                                    | 12                                                   | 10                                                   | 15                                                   | 5                                                    | 6                                                    |                                                      |
| 14                                                   | Сербия                                               | 6                                                    | 12                                                   | 3                                                    | 15                                                   | 12                                                   | 10                                                   | 1                                                    |                                                      |
| 15                                                   | Армения                                              | 1                                                    | 2                                                    | 4                                                    | 1                                                    | 1                                                    | 1                                                    | 12                                                   |                                                      |
| 16                                                   | Украина                                              | 8                                                    | 10                                                   | 6                                                    | 13                                                   | 13                                                   | 13                                                   |                                                      |                                                      |

### Комментарии
1. ↑  На конкурсе была представлена как «F. Y. R. Macedonia» («Former Yugoslav Republic of Macedonia»).